# Lê Mộng Hoàng
Lê Mộng Hoàng, né le 1er juin 1929 à Hué (Indochine française) et mort le 23 février 2017 à Hô Chi Minh-Ville, est un chanteur et un réalisateur vietnamien de cinéma. Il a reçu le titre d'Artiste émérite du Viêt Nam en 2012.

## Filmographie
- 1957 : Bụi đời (vi)
- 1960 : Vụ án tình
- 1963 : Tơ tình (en)
- 1967 : Từ Sài Gòn tới Điện Biên Phủ (en)
- 1970 : Nàng
- 1972 : Gánh hàng hoa
- 1973 : Nắng chiều (vi)
- 1974 : Xin đừng bỏ em (vi)
- 1974 : Năm vua hề về làng (en)
- 1992 : Ngôi nhà oan khốc